# أندرسون كونتريرز
أندرسون كونتريرز (بالإسبانية: Anderson Contreras) هو لاعب كرة قدم فنزويلي في مركز الوسط، ولد في 30 مارس 2001 في Socopó ‏ في فنزويلا. شارك مع منتخب فنزويلا لكرة القدم. أما مع النوادي، فقد لعب مع نادي كاراكاس.

## وصلات خارجية
- أندرسون كونتريرز على موقع قاعدة بيانات كرة القدم.إي يو (الإنجليزية)
- أندرسون كونتريرز على موقع Soccerway.com (الإنجليزية)